# Salvatore Albano

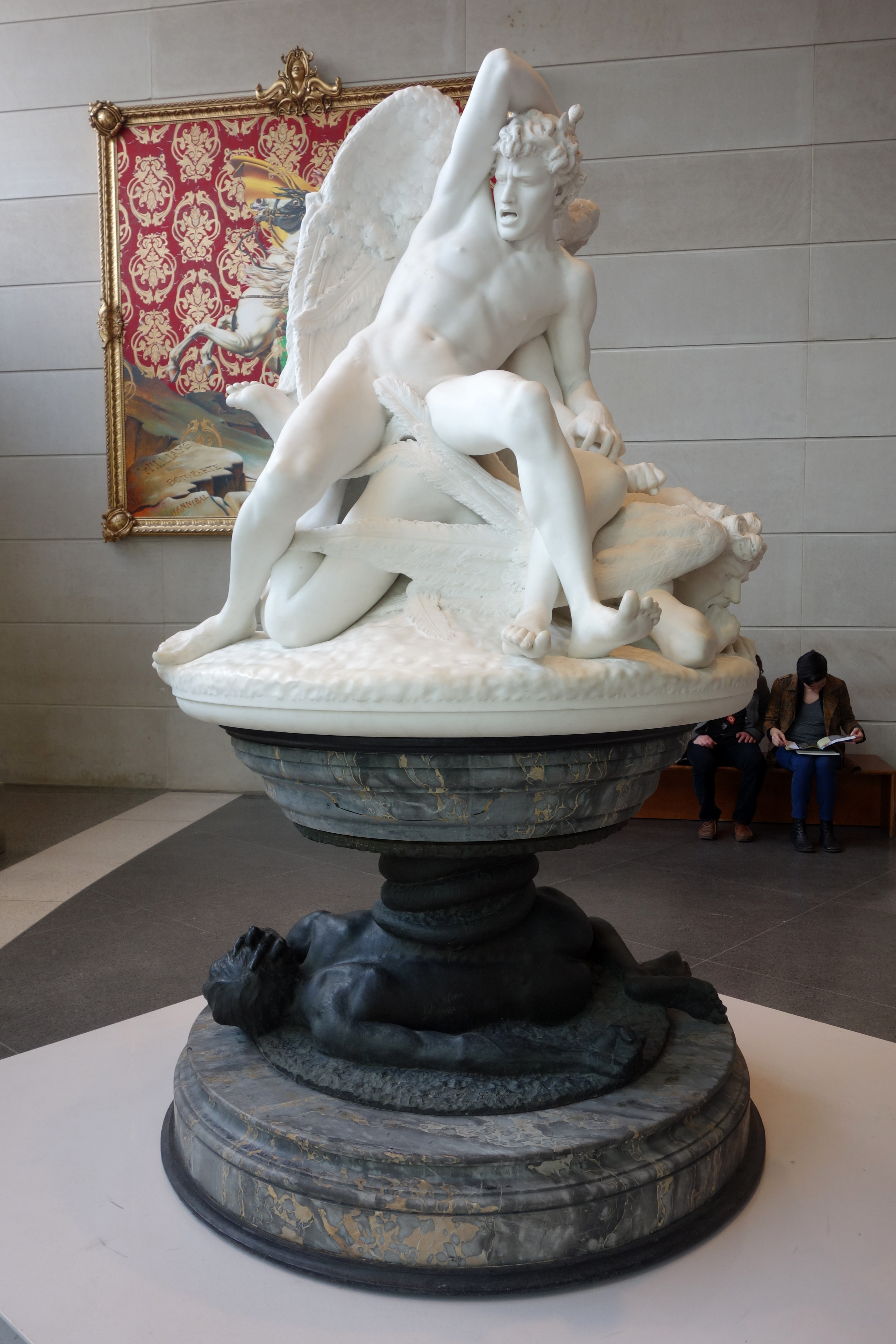
Les Anges Déchus par Salvatore Albano, 1893

Salvatore Albano (29 mai 1841 – 13 octobre 1893) est un sculpteur italien.
Il est né à Oppido Mamertina en Calabre. Il débute dans sa région natale en sculptant dans le bois des scènes de la Nativité. En raison de son talent, il obtient une bourse pour étudier à Naples où il est formé dans les locaux de l'Académie, sous la direction de Tito Angelini. En 1865, toujours grâce au support de sa région, il remporte un certain nombre de concours à Naples. En 1867, il présente sa Résurrection de Lazare et son Caïn à une exposition à Rome. Il s'installe ensuite à Florence en 1869, et y passa le reste de sa carrière.
Il a sculpté un Conte Ugolino acheté par le Marquis Agostino Sergio. 

## Principales œuvres
- Des larmes et des fleurs (1864)
- Moïse en colère fracasse les Tablettes avec les Commandements (1864, Musée de Capodimonte)
- Le Christ nell'Orto (1865)
- Masaniello (1866, Accademia)
- Eve (1869, Florence)
- Gioachino Rossini- buste (1869, Florence)
- Ariane abandonnée (1870)
- Il Genio di Michelangelo pour le Baron di Talleyrand.
- Venere Mendicante
- Les Anges Déchus (1893)